# Wikariatka

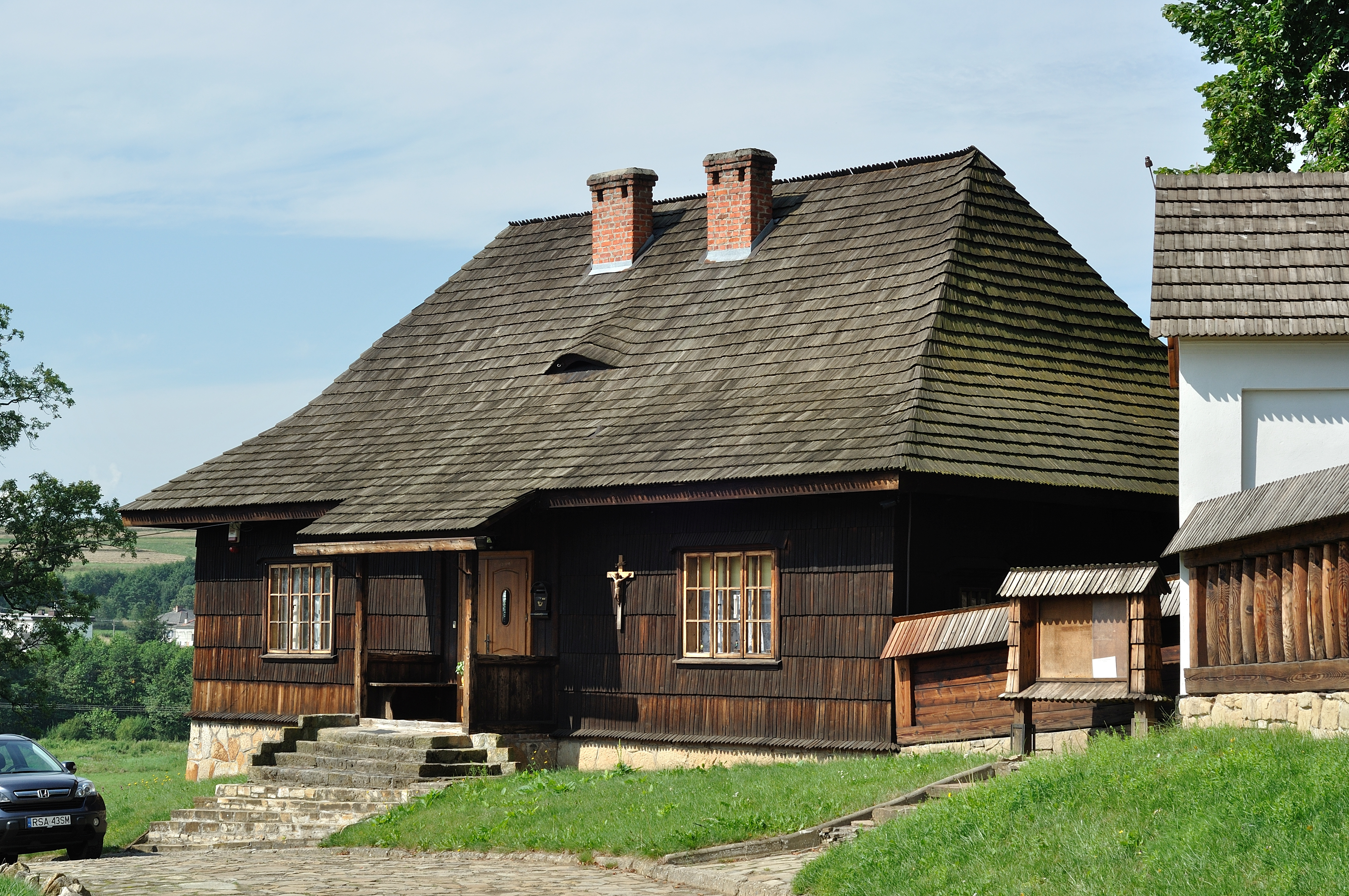
Wikariatka w Bliznem

Wikariatka – budynek mieszkalny będący własnością parafii, zazwyczaj ulokowany w pobliżu kościoła, przeznaczony na mieszkanie dla wikarych, czyli księży wyznaczonych przez ordynariusza do pomocy proboszczowi w zarządzaniu parafią.